# ريشيات
رتبة الريشية هي تشعّب تقليدي من طحالب السوطيات المتغايرة المعروفة باسم الدياتومات (المشطورات). وهذا الاسم مشتق من شكل الجدران الخلوية (أو الصمامات أو الجدران الخارجية السليلوزية) للدياتومات ريشية الشكل، وهي مستطيلة في شكل صمام. وقد تكون هذه الصمامات خطية أو بيضاوية الشكل، وعادةً ما تصطف في صورة أنماط زخرفية ذات تناظر ثنائي جانبي. وتتألف هذه الأنماط من سلسلة من الخيوط المستعرضة (معروفة باسم السطور) والتي قد تظهر في صورة صفوف من النقاط عند رؤيتها من خلال عدسة المجهر الضوئي. وتحتوي بعض الدياتومات الريشية على شقٍ يمتد على محورها الطولي. ويُعرف هذا الشق باسم الرفاء، ويُعنى بالحركات الانزلاقية التي تقوم بها خلايا الدياتوم، ودائمًا ما تحتوي الدياتومات المتحركة على الرفاء.
فيما يتعلق بـدورة الخلية، فإن الخلايا الإنباتية ضعفانية وتمر بعملية الانقسام الفتيلي أثناء مرحلة الانقسام الخلوي. وبصفةٍ دورية، تُنتج عملية الـانتصاف أمشاجًا أحادية الصبغيات ومتماثلة مورفولوجيًا (تُعرف بالأعراس المماثلة)، والتي تندمج معًا لإنتاج لاقحة (أحيانًا ثنائية النواة) تتطور فيما بعد إلى جرثومة نامية (أوكزوسبور) (ينتج عنها الخلايا الإنباتية كاملة الحجم).
في بعض الأنظمة التصنيفية، تُقسم الدياتومات الريشية إلى مجموعتين: الدياتومات الريشية بدون الرفاء (مثل رتبة الطحالب الحويصلية)، والدياتومات الريشية ذات الرفاء (مثل رتبة الطحالب العصوية).